# 西比路國家公園
西比路國家公園是印尼的國家公園，位於明打威群島，處於西蘇門答臘省，成立於1992年，面積1,905平方公里，有門島葉猴、豚尾葉猴等野生動物棲息。包括國家公園在內的整個島嶼都是世界生物圈保護區網絡的一部分。
公園的特色在於其特有的動植物群落，以及至今仍沿襲狩獵採集傳統的原住民—明打威人。據信，明打威群島與蘇門答臘島大陸隔絕了超過50萬年，因此形成了獨特的生態系統。

## 外部鏈接
- 官方网站